# Zbór Kościoła Zielonoświątkowego „Betania” w Lwówku Śląskim
Zbór kościoła Zielonoświątkowego „Betania” w Lwówku Śląskim – niewielki kościół zielonoświątkowy okręgu zachodniego Kościoła Zielonoświątkowego w RP, zlokalizowany w ciągu kamienic przy ul. Józefa Stogryna we Lwówku Śląskim (dolnośląskie). Jeden z najstarszych zborów zielonoświątkowych w Polsce. We wtorki o godzinie 8:00 odbywa się wspólna modlitwa wiernych. W środy o godzinie 18:00 organizowane są spotkania społeczności. Nabożeństwa odbywają się w niedziele o godzinie 11:00.
Przed II wojną światową w budynku znajdowała się dawna kaplica zboru ewangelickiego w Lwówku Śląskim. Obiekt sakralny uwzględniono w rejestrze gminnej ewidencji zabytków. Kościół mieści się w Lwówku Śląskim pod adresem Stogryna 2 (dawniej niem. Logengasse) i służy obecnie jako kościół zielonoświątkowy – zbór „Betania”. Świątynię wybudowano w 4 ćwierci XIX wieku jako kaplicę pomocniczą kościoła ewangelickiego w Lwówku Śląskim. Historia zboru sięga czasów powojennych. Pierwszymi wiernymi byli ewangeliczni przesiedleńcy z kresów wschodnich. Historyczna bryła i rzut budynku podlega ochronie konserwatorskiej. Głównym elementem budowli jest ryzalit wejściowy, a ściany obiektu zdobi klinkierowa elewacja. Ryzalit wejściowy wieńczy dekoracyjny szczyt schodkowy z rozetą z czwórliściem i kamiennym krzyżem, dekoracja ceglanego gzymsu podokapowego. Po bokach świątyni rozmieszczone są po dwa otwory okienne złączone piaskowcowymi obramowaniami, o kształcie ostrołukowym ze szkleniem ornamentalnym. Pomiędzy nimi umiejscowiono portal wejściowy z nadświetlem w formie witrażowego czworoliścia. Postulowany przez konserwatora zabytków jest wpis obiektu do rejestru zabytków Narodowego Instytutu Dziedzictwa.